# Lachenweiher
Der Lachenweiher oder Schwarze Lache ist ein Moorsee im Naturschutzgebiet Bernrieder Filz im nordwestlichen Gemeindegebiet von Seeshaupt, Gemarkung Magnetsried. Er entwässert über zahlreiche Gräben zum Nußberger Weiher. Vom Weiler Nußberg aus kann man sich dem Weiher annähern. Wegen einer großflächigen Wiedervernässung des Moores ist er nicht direkt erreichbar.